# Clairière
Une clairière est un lieu ouvert dans une zone boisée (forêt, bois) où la lumière du Soleil arrive jusqu'au sol. Elle est un élément de l'écosystème forestier et peut être une source de produits forestiers autres que le bois.
Il existe des clairières couvertes.

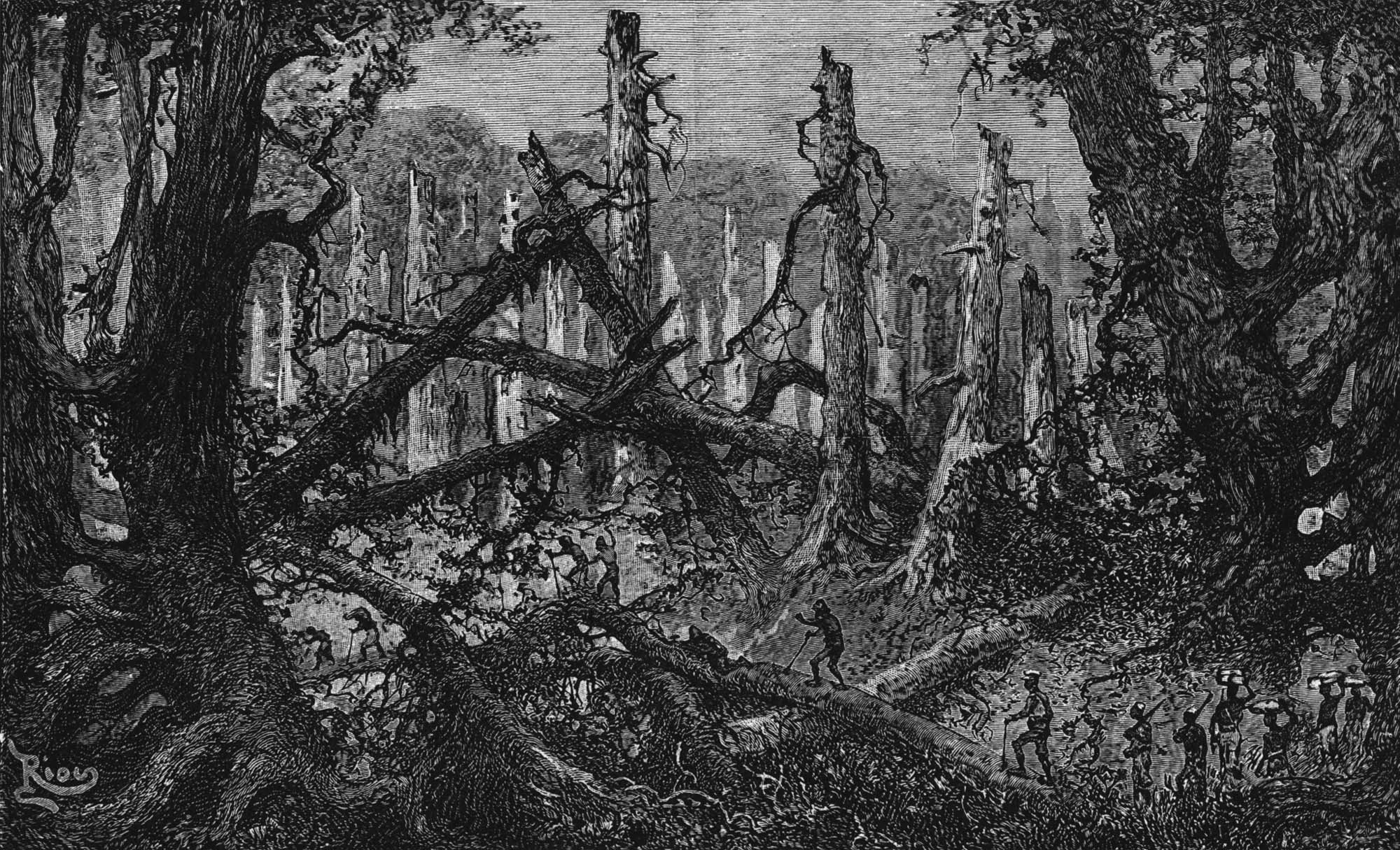
Clairière et chablis dans une forêt tropicale africaine, vue par un illustrateur du début du XXe siècle

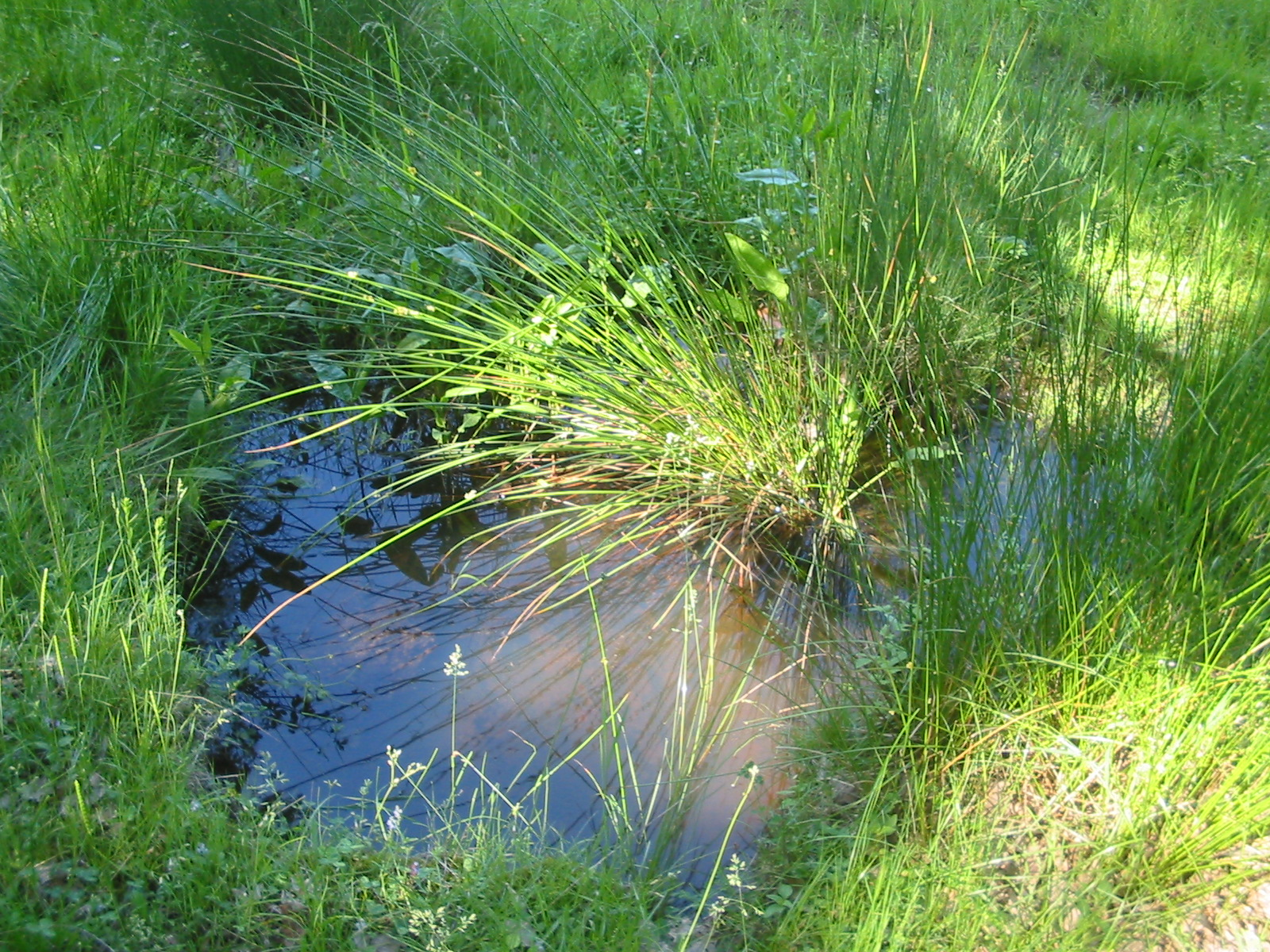
Des micro-mares se forment dans les ornières ou sont plus fréquentes à la suite d'une remontée de nappe dans les clairières artificielles, ici en vallée de Dâmboviţa (Roumanie)

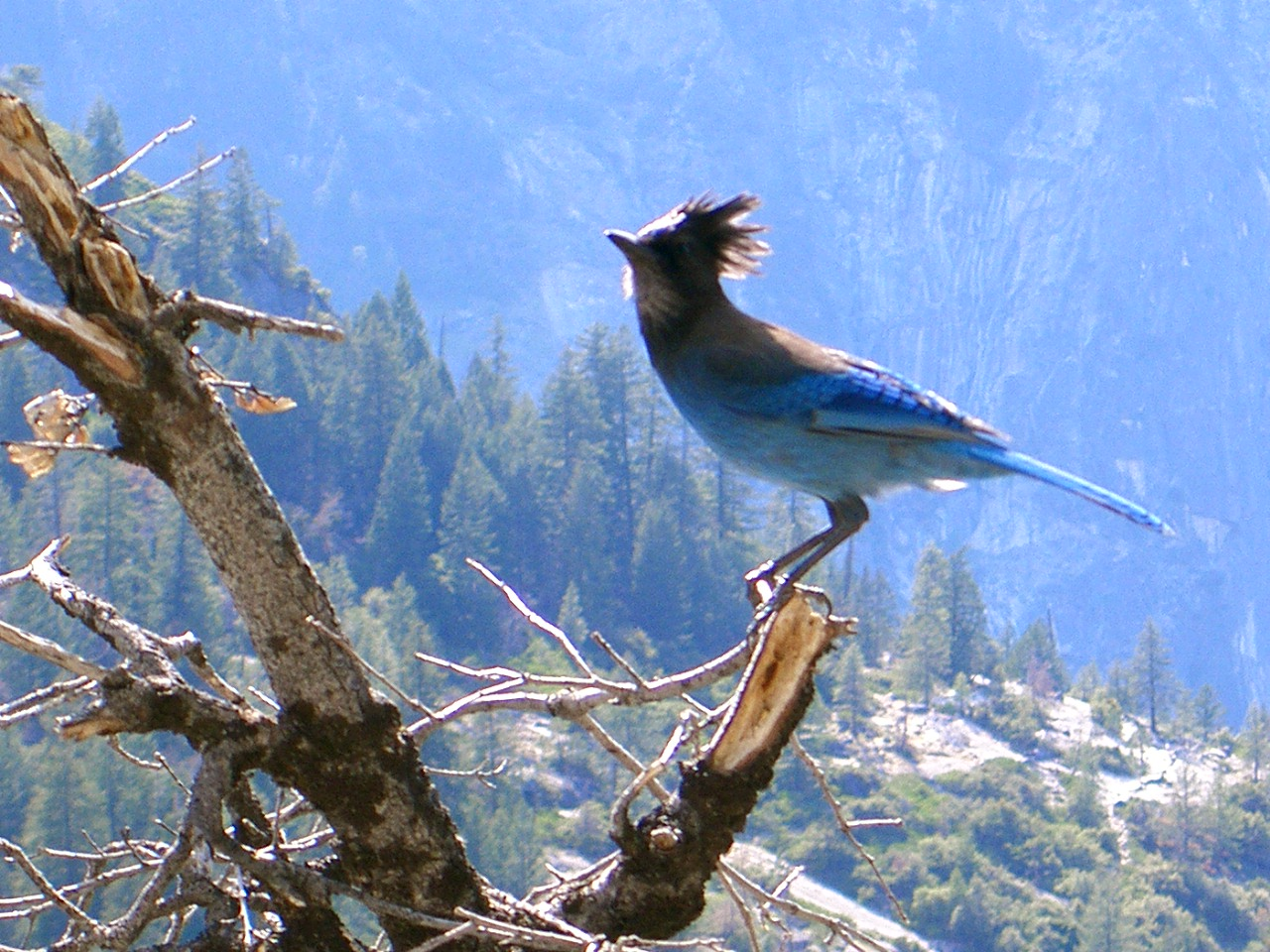
Certains oiseaux de milieux ouverts ou semi-ouverts ont besoin des clairières pour leur survie. Ils peuvent être attirés par les coupes rases ou les lisières forestières qui deviennent alors pour eux un piège écologique,

Elle est caractérisée par des microclimats différents de ceux de la forêt périphérique et par une végétation (ex : épilobe, en zone tempérée) et des espèces d'oiseaux (ex : engoulevent), ou d'invertébrés typiques des lisières ou de milieux ouverts.

## Origines
Les clairières ont des origines variées :
- Surfaces intensivement broutées par des mammifères herbivores ou écorçant les arbres, dans ce cas il y a généralement des réseaux de clairières qui peuvent évoluer dans l'espace et dans le temps. Certains animaux (cerfs, chevreuils) peuvent ainsi entretenir les clairières et les faire durer en broutant les arbrisseaux et les ronces qui y poussent ;
- Séquelles d'incendie ;
- Ouverture du milieu à la suite de la chute d'un grand arbre ou d'un groupe d'arbres (morts, malades, sénescentes ou exposés à un aléa climatique exceptionnel (tempête, rafale descendante, vent violent)), laissant un espace dégagé où la lumière peut pénétrer
- Une remontée ponctuelle et temporaire (ou durable) de la nappe superficielle qui a pu noyer des arbres ne supportant pas une inondation prolongée. Il peut s'agir d'une inondation locale (liée à des actions humaines (barrage, rejets de drainage), à des obstacles ou embâcles naturels sur un cours d'eau, ou par exemple au déplacement ou à l'apparition d'un barrage de castor)
- Les petites coupes rases forestières ou une surexploitation pour le bois de chauffage sont à l'origine de certaines clairières. L'interruption brutale de l'évapotranspiration des arbres peut dans ce dernier cas être suivie par une remontée de la nappe.
- La surfréquentation et le surpiétinement par l'homme, et/ou le pâturage (moutons, chèvres en particulier) sont aussi parfois à l'origine de clairières.
- Quelques cas particuliers et locaux peuvent être expliqués par des sols naturellement toxiques et/ou pollués par l'homme (séquelles de guerre, agricoles ou industrielles, pluies acides dans les années 1970…).
- Enfin, les activités cynégétiques sont aussi à l'origine de certaines clairières (zone d'agrainage, de culture cynégétique, zone de tir au grand gibier).
- Lors des défrichements, l'homme crée une clairière de défrichement autour du lieu initial de son installation, laissant non défrichées les zones plus éloignées. Ceci se vérifie aussi bien lors des grands défrichements dans l'Europe du début du Moyen Âge que dans les forêts tropicales actuellement autour des noyaux d'habitat des populations autochtones (forêt amazonienne par exemple).

## Évolution
Sauf en présence de sols toxiques (naturellement ou à la suite d'une grave pollution), inondés et/ou humides et très acides, les clairières sont reconquises avec le temps par de nouvelles pousses et ont une durée d'existence limitée, évoluant vers un climax théorique.

## Environnement
La juxtaposition de milieux différents (ici le sous-bois et la clairière) est un facteur (naturel) de biodiversité.
Certains animaux typiquement forestiers tel le grand Tétras ont à la fois besoin d'une forêt fermée et de clairières (pour la parade sexuelle). Certaines espèces, de papillons par exemple ont acquis avec l'évolution des adaptations leur permettant de vivre dans les clairières ou lisières, avec des différences morphologiques et fonctionnelles (aérodynamisme, musculature, couleurs…) marquées entre les papillons qui se perchent et ceux qui, plus mobiles, patrouillent .
Quand une clairière est créée (naturellement ou non), elle tend à être (re)colonisées en plusieurs stades. Différentes plantes des bois inféodées à ce milieu ou des plantes de lumière (plante à fleurs, graminées) peuvent s'y répandre rapidement (ce sont les « pionnières ») avant d'être remplacées par des plantes plus importantes qui les priveront de lumière telles que les ronces et les fougères. Avec le temps et si la clairère n'est pas entretenue par des herbivores ou les hommes, les arbres finissent par repousser -à partir de graines conservées dans le sol, apportées par des animaux (geais, écureuils, sangliers) ou venant des "semenciers" périphériques- et masquer une grande partie de la lumière : la clairière n'en est plus une.
Dans de rares cas, zones peu accessible, terrain militaire, réserve naturelle intégrale ancienne, on peut étudier à long terme la dynamique naturelle de clairières forestières, après chablis, incendie, ou recul de la pression d'herbivores sauvages (ou non).